# Wiktor Panczenko
Wiktor Wiaczesławowicz Panczenko, ros. Виктор Вячеславович Панченко (ur. 29 maja 1963 w Gieorgijewsku, w Kraju Stawropolskim, Rosyjska FSRR) – rosyjski piłkarz, grający na pozycji napastnika, trener piłkarski.

## Kariera piłkarska

### Kariera klubowa
W 1980 rozpoczął karierę piłkarską drużynie rezerw Dinamo Stawropol. Potem występował w zespołach Maszuk Piatigorsk i Turbina Brieżniew. Podczas służby wojskowej bronił barw klubów Okean Kercz oraz Sport Tallinn. W 1987 został piłkarzem Mietałłurga Lipieck, skąd w następnym roku został zaproszony do zespołu z Wyższej Ligi ZSRR - Lokomotiwu Moskwa. Latem 1989 odszedł do Cemienta Noworosyjsk, a na początku 1990 powrócił do Mietałłurga Lipieck. Pierwsze Mistrzostwa Rosji rozpoczął w pierwszoligowym klubie KAMAZ Nabierieżnyje Czełny, z którym awansował do Wyższej Ligi. W 1993 roku z 21 golami zdobył tytuł króla strzelców Mistrzostw Rosji. 26 marca 1994 strzelił 5 goli w meczu z Spartakiem Władykaukaz. W 1997 zakończył karierę piłkarską w drugoligowej drużynie Torpedo Gieorgijewsk.

## Kariera trenerska
Po zakończeniu kariery piłkarskiej rozpoczął pracę trenerską. W 1999 prowadził Torpedo Gieorgijewsk. Od 2008 pracuje na stanowisku kierownika wydziału skautów w CSKA Moskwa. 6 grudnia 2010 objął stanowisko dyrektora sportowego w Dinamo Moskwa.

## Sukcesy i odznaczenia

### Sukcesy klubowe
- mistrz Rosyjskiej Pierwszej Ligi: 1992

### Sukcesy indywidualne
- król strzelców Mistrzostw Rosji: 1993 (21 goli)
- wybrany do listy 33 najlepszych piłkarzy roku w Rosji: Nr 2 (1993)
- rekordzista w ilości strzelonych goli w historii Mietałłurga Lipieck[4]

### Odznaczenia
- tytuł Mistrza Sportu ZSRR

## Życie osobiste
Jego syn Kiriłł również jest piłkarzem.